# 恩菲尔德骚灵

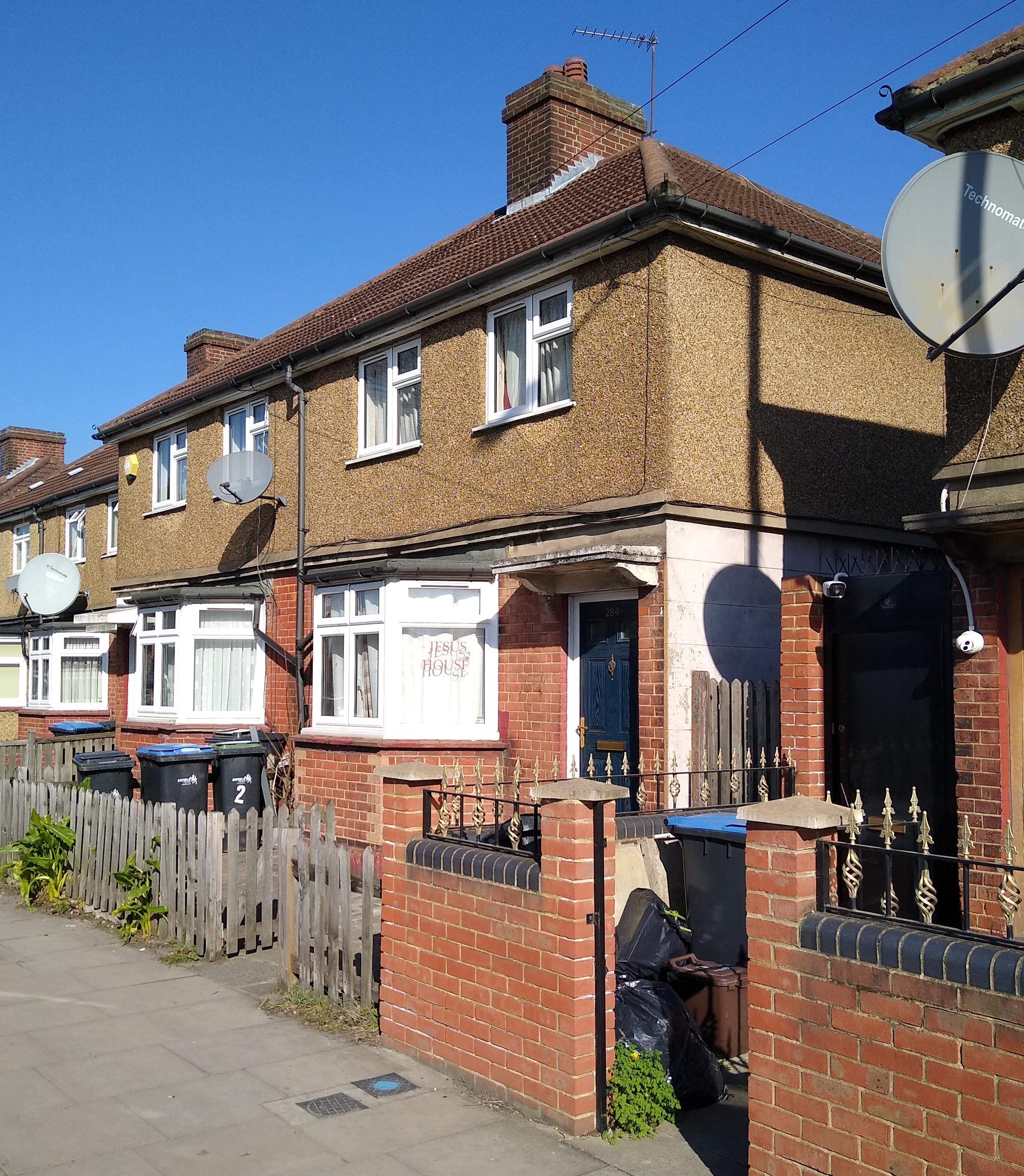
格林街284號，據稱是恩菲爾德骚灵的家

恩菲尔德骚灵（英語：Enfield poltergeist）是声称于1977年至1979年間在英國倫敦恩菲爾德布里姆斯当格林街284號的一棟公营房屋發生的超自然活動。所謂的騷靈活動主要集中在珍妮特·霍奇森（11歲）和瑪格麗特·霍奇森（13歲）姐妹身上 。
心靈研究學會的一些成員，如调查员莫里斯·葛羅斯和作家居伊·萊昂·普萊非爾，相信鬧鬼是真實的，而艾妮塔·格雷戈里和約翰·貝洛夫等其他人則“不相信”，并发现女孩们为了记者的利益伪造了事件。超自然現象科學調查委員會的成員，包括米爾伯恩·克里斯多福等舞台魔術師和喬·尼克爾，批評超自然現象調查員轻信他人，同时也指出此案的一些因素表明是一个骗局。
這個故事吸引了英國報紙的報導，在书籍中被提及，在电视和广播纪录片中出现，并于2016年被改编为恐怖电影《厲陰宅2》。

## 说法
1977年8月，家住伦敦恩菲爾德格林街284号的单身母亲佩姬·霍奇森向倫敦警察廳報警，稱她目睹了家具移動，四個孩子中的兩個聽到了敲擊牆壁的聲音。两个孩子分别是11歲的珍妮特和13歲的瑪格麗特。一名女警官報告稱，目睹了一把椅子“搖晃和滑動”，但“無法確定運動的原因”。後來的說法还有不見其人的聲音、巨大的噪音、扔出的玩具、翻倒的椅子和懸浮的孩子。
在十八個月的時間裡，包括霍奇森夫婦的鄰居、超自然現象調查員和記者在內的三十多人表示，他們多次看到重型家具自行移動、物體被扔到房間的另一邊，姐妹俩似乎悬浮在离地面几英尺的地方。許多人還聽到並記錄了敲击聲和粗魯的人声。這個故事經常被《每日镜报》報導，直到1979年報導才結束。

## 调查

### 超自然
心靈研究學會成員莫里斯·葛羅斯和居伊·萊昂·普萊非爾報告說，“珍妮特的大致方向傳來奇怪的口哨聲和吠叫聲。”儘管普萊非爾堅稱超自然现象是真實存在的，並在他後來的著作《這座房子鬧鬼：骚灵的真實故事》（This House Is Haunted: The True Story of a Poltergeist， 1980）中寫道，一个“实体”是恩菲尔德骚乱的罪魁祸首，但他还是经常怀疑孩子们的真实性，想知道他们是否在耍花招和夸大其词。儘管如此，葛羅斯和普萊非爾仍然相信，儘管有一些所謂的騷靈活動是女孩們偽造的，但其他事件仍是真實的。其他研究此案的超自然現象調查員还有美國魔鬼学家艾德·華倫和羅琳·華倫，他們於1978年造访了恩菲爾德的房子，並確信這些事件有超自然的解釋。
珍妮特被發現有欺騙行為，隔壁房间的摄像机拍下了她掰弯勺子和企图掰弯铁棒的画面。葛羅斯觀察到珍妮特用掃帚柄敲打天花板，並藏起了他的錄音機。根據普萊非爾的說法，珍妮特的聲音之一（她稱之為“比爾”）表現出“突然改變話題的習慣——珍妮特也有這個習慣”。當珍妮特和瑪格麗特向記者承認“惡作劇”時，葛羅斯和普萊非爾強迫两人收回她们说的话。其他研究人员嘲笑这两个人容易上当受骗。
心靈研究員勒妮·海恩斯指出，1978年在劍橋舉行的心靈研究學會會議上，人們對所謂的骚灵聲音提出了質疑，會上檢查了恩菲爾德的錄像帶。學會調查員艾妮塔·格雷戈里表示，恩菲爾德案被“高估”，她把女孩们的一些行为描述为“可疑”，並推測她們為了尋求聳人聽聞的報導而“策劃”了一些事件。学会前任主席約翰·貝洛夫进行了调查，认为珍妮特使用了腹語。貝洛夫和格雷戈里都得出結論，珍妮特和瑪格麗特在欺騙調查人員。

### 其他
美國舞台魔術師米爾伯恩·克里斯多福簡要調查了恩菲爾德事件，但沒有觀察到任何可以稱為超自然現象的東西。他對珍妮特的可疑行為感到沮喪，後來得出結論，“這個骚灵只不過是一個想要製造麻煩的小女孩的滑稽行为，她非常非常聰明。”腹語表演者雷·艾伦造访了這所房子，得出的結論是珍妮特的男聲只是些发声技巧。

## 持懷疑態度的解釋

### 對調查的批評
超自然現象科學調查委員會的懷疑論者喬·尼克爾審查了超自然現象調查人員的調查結果，並批評他們過於輕信；當聽到一個據稱是不見其人的惡魔聲音時，普萊非爾指出，“珍妮特的嘴唇似乎一如既往地幾乎沒有動。”他表示，調查員梅爾文·哈里斯展示了一台遙控的静物摄影机（攝影師並不在女孩們的房間裡），每十五秒拍攝一張照片，以揭露女孩們的“惡作劇”。他认为，一張據稱是珍妮特懸浮的照片實際上拍摄的是她從床上彈起，就好像床是蹦床一樣。哈里斯稱這些照片只是常見的“體操”，並說：“值得記住的是，珍妮特是學校的體育冠軍！”
尼克爾指出，葛羅斯將錄音機故障歸咎於超自然活動，心靈研究學會主席戴維·豐塔納將其描述為“似乎違反了力學定律”的現象，但這只不过是舊型號捲盤式磁帶錄音機發生的一種特殊的螺紋堵塞現象。他還表示，艾德·華倫“因在此類案件中誇大甚至編造事件而臭名昭著，經常將一件‘鬧鬼’案件變成‘惡魔附體’案件。”
2015年，黛博拉·海德評論說，沒有確鑿的證據支持恩菲爾德骚灵：“首先要注意的是，這些事件並不是在受控環境下發生的。人们经常看到他们期望看到的东西，他们的感官被他们先前的经验和信念组织并塑造。”

### 對说法的回應
懷疑論者認為，所謂來自珍妮特的骚灵聲音是由喉部上方的假聲帶產生的，而且措辭和词汇都是儿童的。在BBC蘇格蘭頻道的一次電視採訪中，有人觀察到珍妮特通過揮手來吸引註意力，然後將手放在嘴前，同時就能聽到一個聲稱“不見其人”的聲音。在採訪中，兩個女孩都被問到這樣一個問題：“被骚灵缠身是什麼感覺？” 珍妮特回答說：“沒有缠身。”瑪格麗特壓低聲音打斷道，“閉嘴”。這些因素被懷疑論者視為反駁此案的證據。
作為一名“在動態的欺騙方面經驗豐富的魔術師”，尼克爾檢查了普萊非爾的敘述以及同时代的新聞剪報。他指出，所謂骚灵“往往只有在不被監視的情況下才會採取行動”，並得出結論，這些事件最好解釋為兒童的惡作劇。
儘管葛羅斯錄製了珍妮特的錄音，並相信其中沒有任何欺騙，但魔術師鮑伯·考提說：“他向我提供了一些錄音，在非常仔細地聆聽後，我得出的結論是，我所听到的内容没有超出一个富有想象力的青少年的能力。”所有錄音均已由心靈研究學會進行編目和數位化，并将其内容编成《恩菲爾德骚灵磁帶：白烏鴉》（The Enfield Poltergeist Tapes: White Crow）一书，由梅尔文·威林博士于2019年制作。
心理學教授克里斯·弗倫奇2016年在《Time Out》雜誌上發表的一篇文章描述了他認為此案是一場騙局的五個理由。他的理由是：
- 姐妹俩承認參與了某些活動是惡作劇
- 11歲珍妮特懸浮在床上的經典照片很可能是珍妮特在跳躍
- 一位據稱附身珍妮特的老汉的靈魂對月經非常感興趣
- 目擊證人是出了名的不可靠（譬如会受到心理暗示影响）
- 這並不是第一例失控的女學生惡作劇